# Immacollata e San Vincenzo (Nápoly)
Az Immacolata e San Vincenzo egy 18. századi nápolyi barokk templom. Itt helyezték el az 1656-os pestisjárvány áldozatainak maradványait. A főoltár, mely Szent Vincét ábrázolja Pietro Bardellino műve.